# João Vale de Almeida
João Vale de Almeida (Lisboa,  29 de enero de 1957) es un diplomático y funcionario de la UE, actualmente Embajador de la Unión Europea en el Reino Unido. Con anterioridad, Vale de Almeida fue Embajador de la Unión Europea ante las Naciones Unidas, de 2015 a 2019, y Embajador de la Unión Europea en Estados Unidos, de 2010 a 2014. Fue nombrado futuro representante de la delegación de la UE en el Reino Unido de Gran Bretaña e Irlanda del Norte el 1 de febrero de 2020.

## Biografía
Descendiente de los condes de Avintes, Vale de Almeida se graduó en Historia por la Universidad de Lisboa, para proseguir estudios de  periodismo y empresas en Francia, Japón, Reino Unido y Estados Unidos. Trabajó como periodista desde 1982 para la delegación en Lisboa de la Comisión Europea. Ha trabajado bajo la Presidencia de Jacques Delors, Jacques Santer, Romano Prodi y José Manuel Durão Barroso. Con Santer, en 1995, fue portavoz privado del presidente. En 1997 fue promovido al cargo de director general (DG) de Información, Comunicación y Cultura audiovisual. Con Romano Prodi, en 1999, Valle de Almeida fue nombrado responsable (DG) de la Dirección General de Educación, Juventud, Deporte y Cultura.
Entre 2004 y 2009, Valle de Almeida jue jefe de Gabinete del presidente José Manuel Durão Barroso. Acompañó a Barroso en todas las reuniones del Consejo Europeo y coordinó la oficina de los Jefes de Estado y de Gobierno de los Estados miembros de la UE. Fue también representante personal del presidente de la UE durante las negociaciones del Tratado de Lisboa y actuó como representante personal de Barroso en las cumbres del G8 y del G20.
Desde noviembre de 2009 y hasta julio de 2010, ejerció de director general (DG) para las Relaciones Exteriores de la Comisión Europea.
Nombrado Embajador de la Unión Europea en Estados Unidos, de 2010 a 2014, en Washington, trabajó activamente para fortalecer las relaciones/de EE. UU. y la UE, así como para relanzar el Comercio Transatlántico y las Sociedades de Inversión (TTIP). Entre 2015 y 2019, Vale de Almeida fue Embajador de la Unión Europea ante las Naciones Unidas. El 1 de febrero de 2020, fue nombrado futuro representante de la delegación de la UE en el Reino Unido de Gran Bretaña e Irlanda del Norte.

## Honores y decoraciones
- Cruz de la Orden del Infante Don Enrique[4]

- Cruz de la Orden pro Merito Melitensi.